# Ron Tauranac

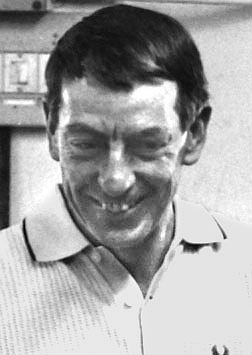
Ron Tauranac (1971)

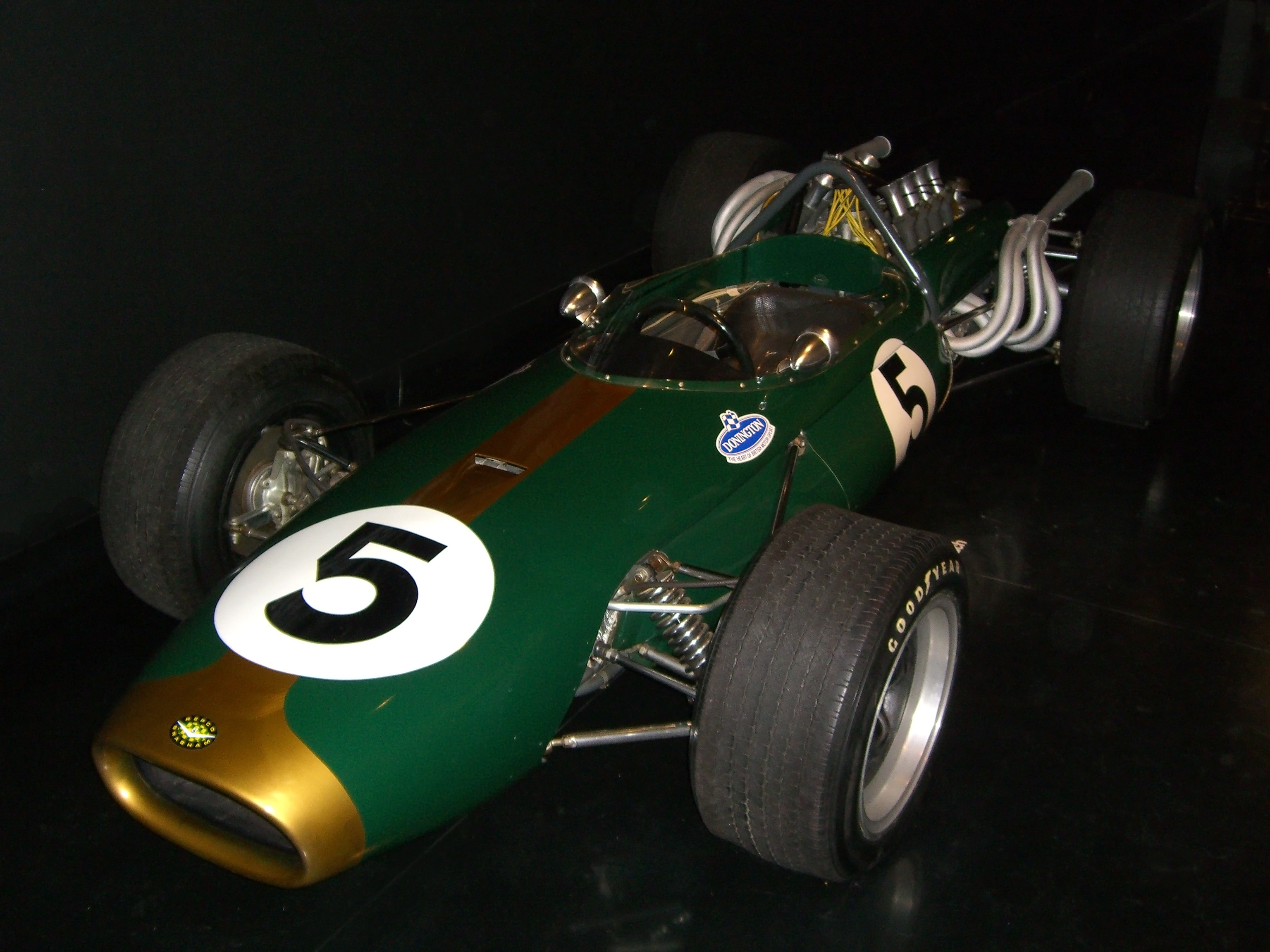
Der Brabham BT20 von 1966

Ron Tauranac AO (* 13. Januar 1925 in New South Wales, Australien; † 17. Juli 2020 in Queensland, Australien) war ein australischer Ingenieur, ehemaliger Rennwagen-Konstrukteur in der Formel 1 und Mitgründer von Brabham.

## Leben
1946 begann Ron Tauranac zusammen mit seinem Bruder Lewis mit dem Bau von Rennwagen. Er trat damit in australischen Rennserien an und lernte auf diesem Wege den jungen Jack Brabham kennen. Brabham ging nach Europa und lud Tauranac 1960 ein, zusammen mit ihm in England an Triumph Heralds mit Climax-Motoren zu arbeiten. Im Jahr darauf gründeten Brabham und Tauranac eine eigene Firma, Brabham (Motor Racing Developments Ltd.), und begannen mit dem Bau von Fahrzeugen für die Formel Junior. Brabham verließ nach der Saison 1961 das Team Cooper, mit dem er zweimal die Formel-1-WM gewonnen hatte. Tauranac und er konstruierten für ihr eigenes Team Rennwagen für diverse Rennsportklassen. Der Verkauf der Fahrzeuge wurde zu einem wirtschaftlichen Erfolg.
1966 konnte Brabham in einem Wagen seines eigenen Teams erneut die WM gewinnen. Nach der Saison 1970 trat er vom Rennsport zurück und verkaufte das Team an seinen Partner. Aber Tauranac fühlte sich ausgebrannt und verkaufte den Rennstall Ende 1971 weiter an Bernie Ecclestone, dem Brabham von 1972 bis 1987 gehörte. Nach einem kurzzeitigen Rückzug nach Australien kehrte Tauranac 1972 nach England zurück, wo er für den Rennwagenhersteller Trojan Limited zwei Formel-5000-Rennwagen (Trojan T101 und T102) konstruierte. Vom T102 leitete Tauranac den Trojan T103 ab, mit dem Trojan 1974 mit einem als Trojan Tauranac Racing gemeldeten Werksteam vorübergehend in der Formel 1 antrat.
Im Spätsommer 1974, als sich abzeichnete, dass dem Trojan-Team die finanziellen Mittel ausgehen würden, trennte sich Tauranac von Trojan und begann, in Woking sein eigenes, Ralt genanntes Konstruktionsbüro aufzubauen, mit dem er Fahrzeuge für diverse Nachwuchsformeln konstruierte, kurz für ein Projekt im Auftrag von Theodore Racing in die Formel 1 zurückkehrte und mit Honda in der Formel 2 erfolgreich war.
1988 verkaufte er seine Firma an March, blieb dem Motorsport aber unter anderem als Berater des Arrows-Teams erhalten.
Für seine Verdienste um den Motorsport, insbesondere durch die Entwicklung, Konstruktion und Produktion von Formel-1-Rennwagen, die jungen Fahrern die Möglichkeit geben, auf höchstem Niveau zu konkurrieren, und die Weitergabe von Wissen an andere, um den Sport zu fördern, wurde er 2002 zum Officer des Order of Australia ernannt.